# 卡罗琳·李·亨茨

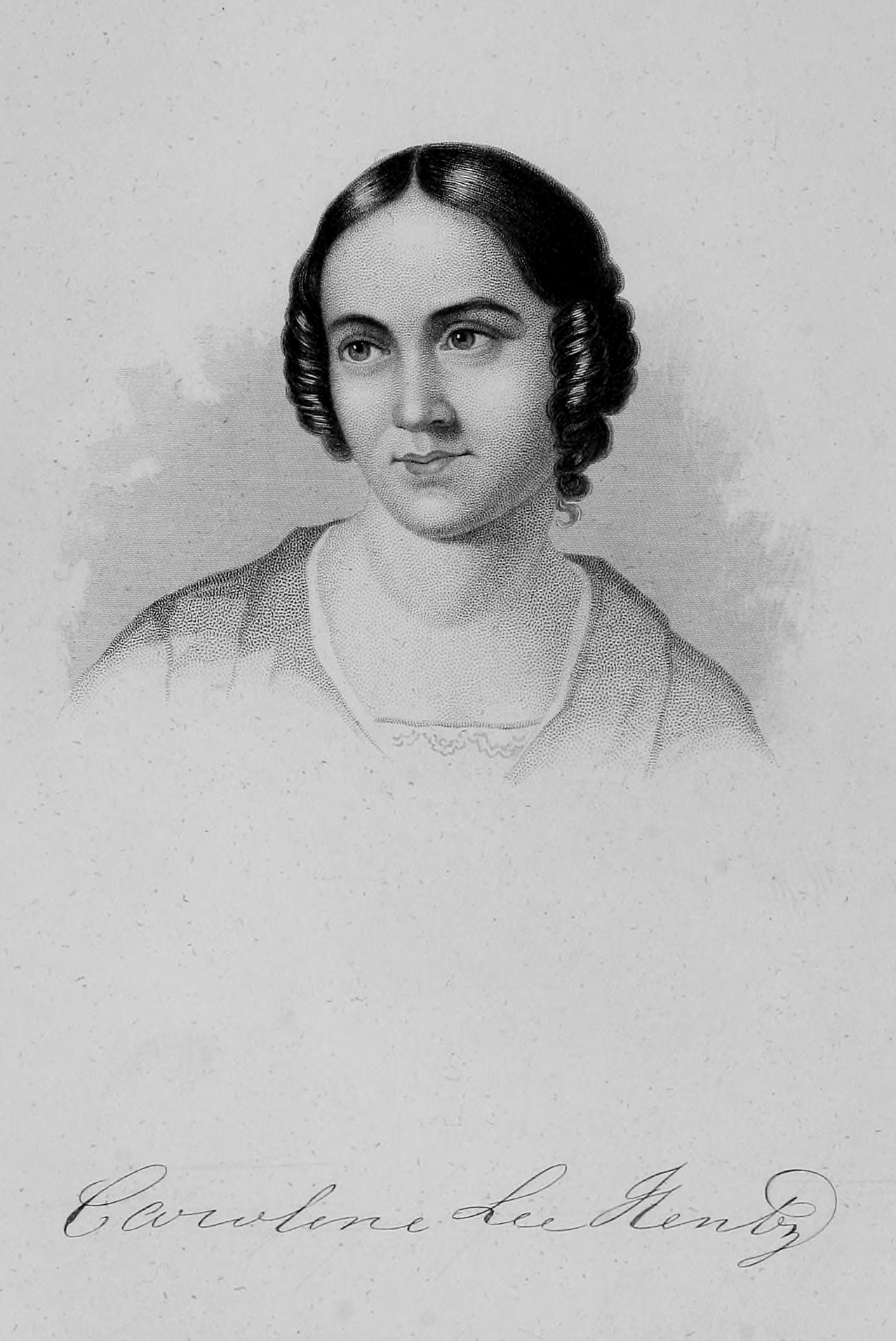
卡罗琳·李·亨茨

卡罗琳·李·亨茨（Caroline Lee Hentz，1800年—1856年）美国小说家，以反对废除主义和她反对反奴隶制度小说汤姆叔叔的小屋而闻名。 她年轻时是一个重要的文学人物，并且为妇女的小说的发展做出了贡献。

## 主要作品
- Lovell's Folly （1833）
- De Lara, or, The Moorish Bride （1843）
- Aunt Patty's Scrap-bag （1846）
- Linda or, The Young Pilot of the Belle Creole （1850）
- Rena, or, The Snow Bird （1851）
- Eoline （1852）
- Ugly Effie, or, the Neglected One and the Pet Beauty （1852）
- Marcus Warland （1852）
- The Planter's Northern Bride （1854）
- The Banished Son （1856）
- Courtship and Marriage （1856）
- Ernest Linwood （1856）
- The Lost Daughter （1857）